# Angélique

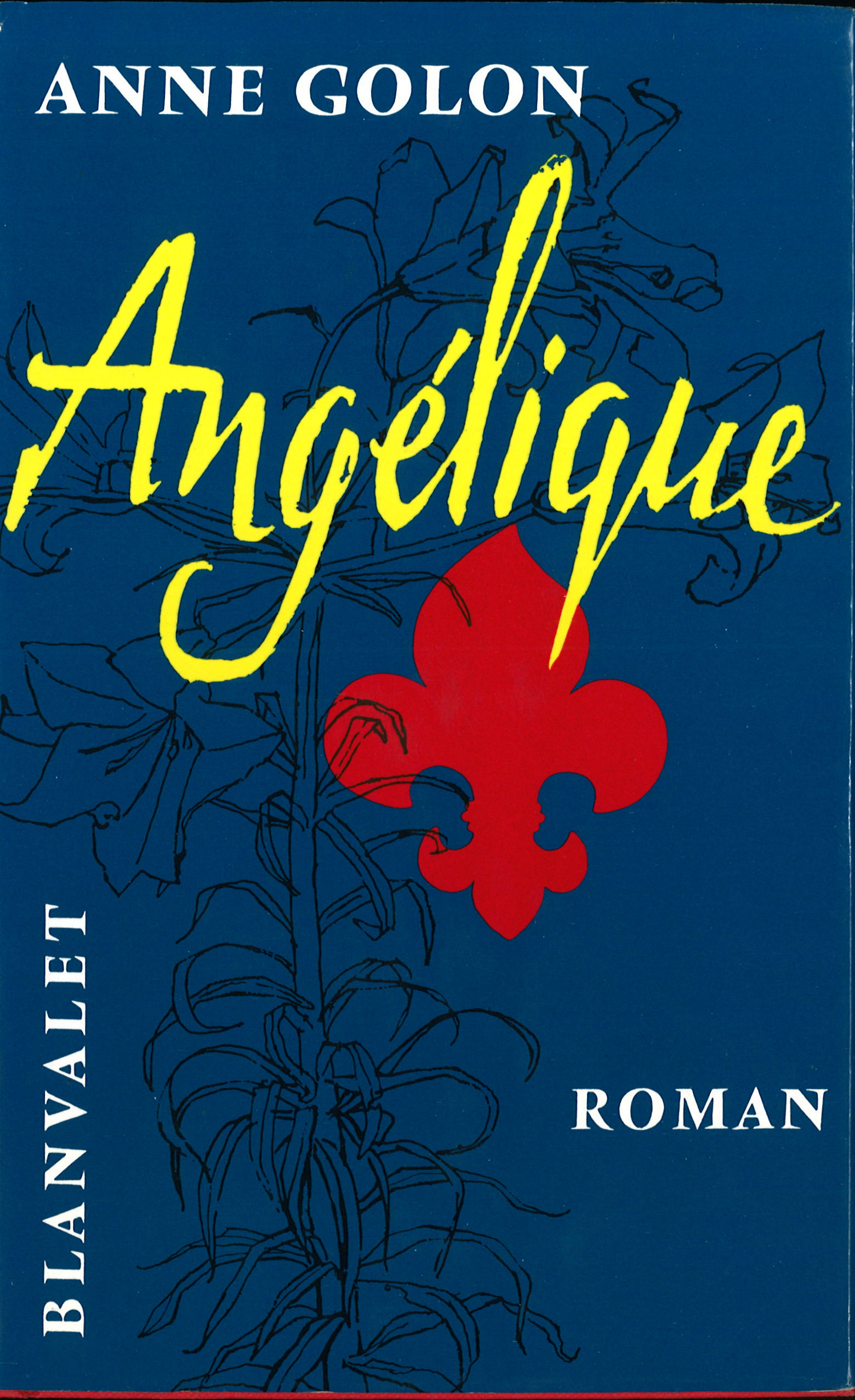

Angélique är en bokserie skrivna av Sergeanne Golon, pseudonym för Serge och Anne Golon. Det har även gjorts filmer av vissa böcker. På franska utgavs tretton böcker varav tio har översatts till engelska och svenska. Delar av serien har getts ut på svenska i sex olika upplagor.
Repriser av dom tidigaste upplagorna, trycktes senare igen, 1967-1977,1978-1979, 1983-1984, 1992.

## Första omgången
De åtta första böckerna utgavs av B. Wahlströms förlag 1960-1969 som sju böcker.
- Angélique (översättning John Hellberg, 1960) (Angélique, Marquise des Anges, 1957, och Angélique, le Chemin de Versailles, 1958)
- Angélique och kungen (översättning Gallie Åkerhielm, 1961) (Angélique et le Roy, 1959)
- Angélique och sultanen (översättning Helge Åkerhielm, 1962) (Indomptable Angélique, 1960)
- Angélique och piraten (översättning Helge Åkerhielm, 1963) (Angélique se révolte, 1961)
- Angélique möter sin älskade (översättning Helge Åkerhielm, 1964) (Angélique et son Amour, 1961)
- Angélique den gudomliga (översättning Helge Åkerhielm, 1967) (Angélique et le Nouveau Monde, 1964)
- Angéliques frestelse (översättning Aino Moravec, 1969) (La Tentation d'Angélique, 1966)

## Andra omgången
De tio första böckerna utgavs av B. Wahlströms förlag i en numrerad serie 1962-1977.
- Angélique. 1, Lilla markisinnan (översättning John Hellberg, 1962)
- Angélique. 2, Vägen till Versailles (översättning John Hellberg, 1962)
- Angélique. 3, Vid hovet (översättning Gallie Åkerhielm, 1963)
- Angélique. 4, Kungens favorit (översättning Gallie Åkerhielm, 1963)
- Angélique. 5, Slavmarknaden (översättning Helge Åkerhielm, 1964)
- Angélique. 6, Sultanens kärlek (översättning Helge Åkerhielm, 1964)
- Angélique. 7, Den okände älskaren (översättning Helge Åkerhielm, 1965)
- Angélique. 8, I piratens våld (översättning Helge Åkerhielm, 1965)
- Angélique. 9, Resa mot okänt mål (översättning Helge Åkerhielm, 1966)
- Angélique. 10, Kärlekens seger (översättning Helge Åkerhielm, 1966)
- Angélique. 11, Indianhövdingen (översättning Helge Åkerhielm, 196-)
- Angélique. 12, Drottning av silversjön (översättning Helge Åkerhielm, 1969)
- Angélique. 13, Kaparkaptenen (översättning Aino Moravec, 1971)
- Angélique. 14, De älskandes timme (översättning Aino Moravec, 1971)
- Angélique. 15, Angélique och demonen  (översättning Vera Silverstolpe, 1972) (Angélique et la Démone, 1972) [del 1]
- Angélique. 16, Angélique den okuvliga (översättning J. Moravec, 1972) (Angélique et la Démone, 1972) [del 2]
- Angélique. 17, Angélique den oemotståndliga (översättning Aino Moravec, 1977) (Angélique et le Complot des Ombres, 1976)